# 迈克·巴尔
迈克尔·J·巴尔（英語：Michael J. Barr，1950年10月19日—），美国NBA联盟前职业篮球运动员。他在1972年的NBA选秀中第13轮第6顺位被芝加哥公牛选中。